# A Trip Down the Sunset Strip
A Trip Down the Sunset Strip è un album dei The Leathercoated Minds, gruppo di rock psychedelico in cui militava un giovane J.J. Cale, il disco fu pubblicato dalla Viva Records nel 1967.

## Tracce
Lato A
1. Eight Miles High – 2:03 (David Crosby, Gene Clark, Roger McGuinn)
2. Sunset and Clark – 1:58 (J.J. Cale)
3. Psychotic Reaction – 2:23 (Craig Atkinson, Jack Bruce, John Michalski, Kenn Elner, Roy Chaney)
4. Over Under Sideways Down – 2:10 (Chris Dreja, Jeff Beck, Jim McCarthy, Keith Relf, Paul Samwell-Smith)
5. Sunshine Superman – 3:12 (Donovan)
6. Non-Stop – 2:30 (J.J. Cale)

Lato B
1. Arriba – 2:15 (J.J. Cale)
2. Kicks – 2:40 (Barry Mann, Cynthia Weil)
3. Mr. Tambourine Man – 2:08 (Bob Dylan)
4. Puff (The Magic Dragon) – 2:26 (Leonard Lipton, Peter Yarrow)
5. Along Comes Mary – 2:00 (Tandyn Almer)
6. Pot Luck – 2:04 (J.J. Cale)

## Musicisti
- J.J. Cale  - chitarra
- J.J. Cale - arrangiamenti
- Leon Russell  - tastiere
- Jimmy Karstein  - batteria
- Bill Boatman  - arrangiamenti